# 卡莉·勞倫
卡莉·勞倫（英語：Carly Lauren，1990年7月3日—）是一名美國女模特兒和演員。為2013年10月《花花公子》的玩伴女郎，由攝影師喬許·萊恩拍攝。

## 外部連結
- 卡莉·勞倫的Facebook專頁
- 卡莉·勞倫的Instagram帳戶
- Carly Lauren在互联网电影资料库（IMDb）上的資料（英文）